# 切·格瓦拉陵墓
切·格瓦拉陵墓（西班牙語：Mausoleo del Che Guevara），正式名称是埃内斯托·切·格瓦拉司令纪念雕塑群（Conjunto Escultórico Memorial Comandante Ernesto Che Guevara），是古巴圣克拉拉的一个纪念地，位于“切·格瓦拉广场”。这里安葬着古巴革命领导人、国际共产主义运动革命家埃内斯托·“切”·格瓦拉和1967年在玻利维亚尝试发动武装起义时阵亡的29位战友的遗骸。里面有一座22英尺高的格瓦拉铜像。
1997年10月17日，格瓦拉的遗骸在玻利维亚被发现，随后被挖掘出来并运到古巴，古巴以最高军事荣誉安葬了格瓦拉。在格瓦拉的墓地，有一座纪念格瓦拉生平的博物馆，还有菲德尔·卡斯特罗为纪念他而点燃的长明火。
选择圣克拉拉作为安葬地点是为了纪念1958年12月31日在圣克拉拉战役中格瓦拉率领游击队占领这座城市，古巴革命的这场最后战役迫使古巴独裁者富尔亨西奥·巴蒂斯塔流亡美国。